# Distichopora anceps
Distichopora anceps är en nässeldjursart som beskrevs av Stephen D. Cairns 1978. Distichopora anceps ingår i släktet Distichopora och familjen Stylasteridae. Inga underarter finns listade i Catalogue of Life.